# Theodoros Kolokotronis
Theodoros Kolokotronis (în greacă Θεόδωρος Κολοκοτρώνης; n. 3 aprilie 1770, Moreea, Grecia – d. 4 februarie 1843, Atena, Regatul Greciei) a fost un general grec, unul dintre conducătorii revoluționarilor eleni în Războiul de Independență din 1821. A avut victorii asupra otomanilor în Peloponez între anii 1821-1822.